# Literaturjahr 1771
Liste der Literaturjahre

◄◄ | ◄ | 1767 | 1768 | 1769 | 1770 | Literaturjahr 1771 | 1772 | 1773 | 1774 | 1775 | ►

Weitere Ereignisse

## Ereignisse
Im Sommer reicht Johann Wolfgang Goethe seine juristische Dissertation an der Universität Straßburg ein, die das Verhältnis zwischen Staat und Kirche zum Thema hat. Die Straßburger Theologen empfinden sie als skandalös; einer von ihnen bezeichnet Goethe als „wahnsinnigen Religionsverächter“. Der Dekan der Fakultät empfiehlt Goethe, die Dissertation zurückzuziehen. Die Universität bietet ihm jedoch die Möglichkeit, das Lizenziat zu erwerben. Für diesen niedrigeren Abschluss braucht er nur einige Thesen aufzustellen und zu verteidigen. Grundlage der Disputation am 6. August, die er „cum applausu“ besteht, sind 56 Thesen in lateinischer Sprache unter dem Titel Positiones Juris. In der vorletzten These spricht er die Streitfrage an, ob eine Kindsmörderin der Todesstrafe zu unterwerfen sei. Das Thema greift er später in künstlerischer Form in der Gretchentragödie auf. 

### Prosa

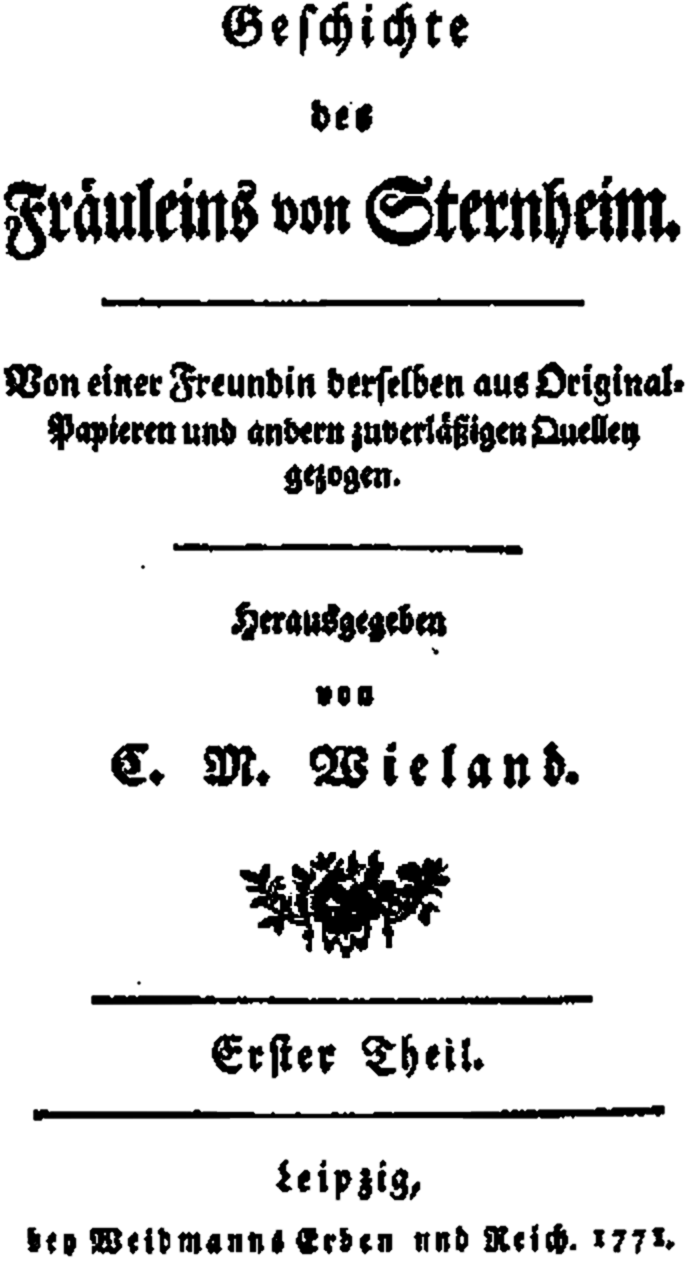
Geschichte des Fräuleins von Sternheim, Titelblatt der Erstausgabe des ersten Teils

Ihre Geschichte des Fräuleins von Sternheim verschafft Sophie von La Roche als erster deutschsprachigen Schriftstellerin europäische Bedeutung. Der moralisch-empfindsame Briefroman wird ursprünglich anonym durch den Herausgeber Christoph Martin Wieland veröffentlicht. Der Roman findet bereits direkt nach Erscheinen begeisterte Leser und Leserinnen und zählt zu den Werken, die die literarische Epoche der Empfindsamkeit wesentlich beeinflusst und die Gattung des Frauenromans begründet haben. Nach dem Erscheinen im März bei Philipp Erasmus Reich in Leipzig müssen noch im selben Jahr drei weitere Auflagen gedruckt werden.
- Von Moritz August von Thümmel erscheint die Verserzählung Die Inoculation der Liebe.

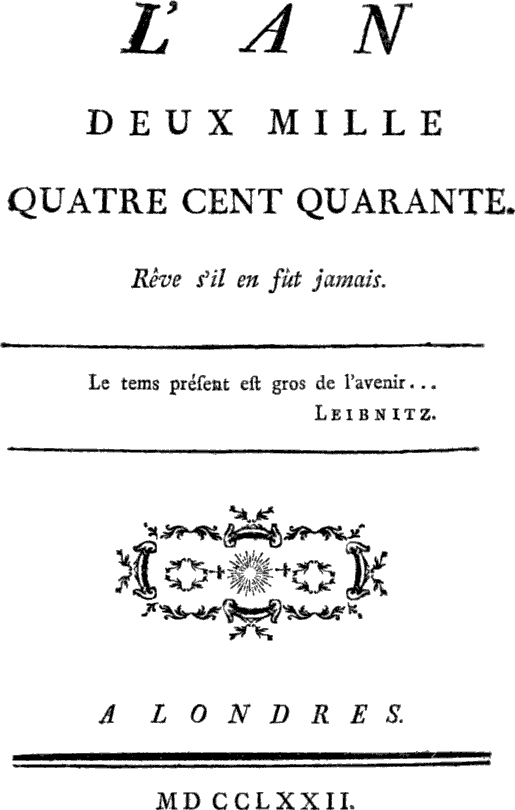
L’An 2440, Ausgabe von 1772

Der französische Schriftsteller Louis-Sébastien Mercier veröffentlicht den utopischen Roman L’An 2440, rêve s’il en fut jamais (Das Jahr 2440: ein Traum aller Träume).

### Lyrik
- Mai: Johann Wolfgang Goethe verfasst vermutlich das Mailied.

### Drama
- Johann Wolfgang Goethe legt ein erstes Manuskript des Götz von Berlichingen nieder, den sogenannten „Urgötz“.

### Periodika
Karl Gottlieb von Windisch gründet das Preßburgische Wochenblatt zur Ausbreitung der Künste und Wissenschaften. Nach den Wochenschriften Der Freund der Tugend und Der vernünftige Zeitvertreiber war dies die dritte von Windisch gestaltete Beilage der Preßburger Zeitung. Obwohl das Blatt als moralische Wochenschrift bezeichnet wird, entspricht es nicht diesem Typus. Windisch nimmt fast ausschließlich Artikel über naturwissenschaftliche und ökonomische Themen auf, die er der Gazette litteraire de Berlin, den Memoires de l'Academie des Sciences und dem Universal Magazine entnimmt. Die Zahl der moralisierenden Beiträge ist gering. Windisch engagiert sich in diesem Blatt auch politisch. Erzählungen und Anekdoten lockern den wissenschaftlichen Charakter der Zeitschrift auf.
Matthias Claudius übersiedelt von Hamburg nach Wandsbeck und wird dort Redakteur der von Heinrich Carl von Schimmelmann im Vorjahr initiierten Tages-Zeitung Der Wandsbecker Bothe, die viermal pro Woche erscheint.

### Wissenschaft
Die ersten 100 Nummern der seit 1768 von William Smellie wöchentlich herausgegebenen Encyclopædia Britannica werden in drei Bänden zusammengefasst. Sie umfassen zusammen 2391 Seiten mit 160 Kupferstichen.
Der siebte und achte Tafelband der Encyclopédie ou Dictionnaire raisonné des sciences, des arts et des métiers erscheinen. Verleger ist seit dem Vorjahr Charles-Joseph Panckoucke.

### Religion
- Der slowenische evangelische Pastor István Küzmics verfasst das Nouvi Zákon, die Erstübersetzung des Neuen Testamentes ins Prekmurische.

## Jahrestage

### Geboren
- 17. Januar: Charles Brockden Brown, US-amerikanischer Schriftsteller († 1810)
- 25. Februar: Johan Henrik Schrøter, färöischer Pfarrer und Literat († 1851)
- 20. März: Heinrich Clauren, deutscher Schriftsteller († 1854)
- 22. März: Heinrich Zschokke, deutsch-schweizerischer Schriftsteller, Pädagoge und Politiker († 1848)

- 19. Mai: Rahel Varnhagen von Ense, preußische Schriftstellerin († 1833)
- 15. August: Walter Scott, schottischer Schriftsteller († 1832)
- 29. August: Christian August Fischer, deutscher Schriftsteller († 1829)

- 17. September: August Apel, deutscher Jurist und Schriftsteller († 1816)
- 24. Oktober: Johannes Weitzel, deutscher Schriftsteller, Verleger und Bibliothekar († 1837)

- 01. November: Stephan Schütze, deutscher Schriftsteller, gehörte zum Goethekreis († 1839)
- 28. November: Christian Friedrich Bernhard Augustin, deutscher Theologe, Schriftsteller und Historiker († 1856)

- 26. Dezember: Heinrich Joseph von Collin, österreichischer Schriftsteller († 1811)
- 29. Dezember: Nikolaus Daniel Hinsche, deutscher Bürgermeister und Schriftsteller († 1848)

- Alojzy Feliński, polnischer Schriftsteller († 1820)

### Gestorben
- 12. Januar: Jean-Baptiste de Boyer, französischer Schriftsteller und Philosoph (* 1703)
- 19. Januar: John Burton, englischer Arzt und Antiquar (* 1710)
- 22. März: Gottlieb Wilhelm Rabener, deutscher Schriftsteller und Publizist der Aufklärung (* 1714)

- 30. Juli: Thomas Gray, englischer Dichter, Gelehrter und Briefe-Schreiber (* 1716)
- 19. August: Daniel Schiebeler, deutscher Schriftsteller (* 1741)

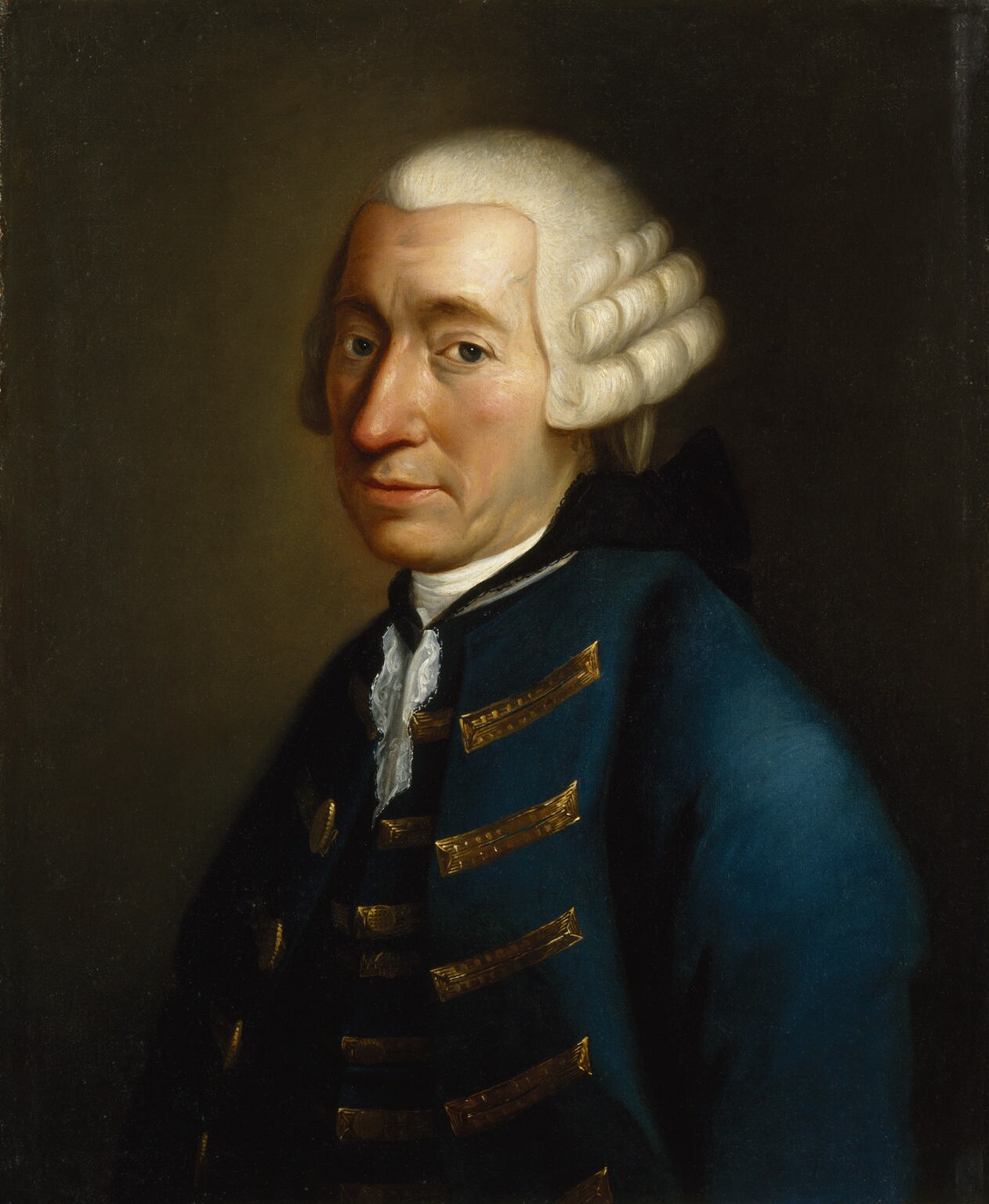
Tobias Smollett, um 1770

- 17. September: Tobias Smollett, schottischer Arzt und Schriftsteller (* 1721)

- 20. November: Thomas Jefferys, englischer Geograph, Kartograph, Kupferstecher, Buchhändler, Verleger und Drucker (* um 1719)
- 12. Dezember: Theodor Arnold, deutscher Übersetzer, Lexikograph, Grammatiker und Lehrer (* 1683)

- Tokugawa Munetake, japanischer Samurai, Waka-Dichter und Kokugaku-Gelehrter (* 1715)